# Кехњец
Кехњец (слч. Kechnec) насељено је мјесто са административним статусом сеоске општине (слч. obec) у округу Кошице-околина, у Кошичком крају, Словачка Република.

## Становништво
| Година:    | 1994. | 2004.    | 2014.    | 2024.   |
| ---------- | ----- | -------- | -------- | ------- |
| Број људи: | 841   | 961      | 1172     | 1142    |
| Разлика:   |       | +14,26 % | +21,95 % | -2,55 % |

| Година:    | 2023. | 2024.   |
| ---------- | ----- | ------- |
| Број људи: | 1140  | 1142    |
| Разлика:   |       | +0,17 % |

Према подацима о броју становника из 2011. године насеље је имало 1.133 становника.